# Окартово
Окартово (пол. Okartowo, нім. Eckersberg) — село в Польщі, у гміні Ожиш Піського повіту Вармінсько-Мазурського воєводства.
Населення — 404 особи (2011).
У 1975-1998 роках село належало до Сувальського воєводства.

## Демографія
Демографічна структура станом на 31 березня 2011 року:
|          | Загалом | Допрацездатний вік | Працездатний вік | Постпрацездатний вік |
| -------- | ------- | ------------------ | ---------------- | -------------------- |
| Чоловіки | 199     | 37                 | 137              | 25                   |
| Жінки    | 205     | 40                 | 105              | 60                   |
| Разом    | 404     | 77                 | 242              | 85                   |